# 俾路支斯坦
俾路支斯坦（羅馬化：Balòcestàn，發音：[baˈloːt͡ʃest̪ɑːn]），或作俾路支地区，是俾路支人對其世居的土地的稱呼，是南亚-西亚一個荒漠氣候及地势崎岖的多山地区。地处西南亚和南亚的伊朗高原，因居于此地的伊朗人種一支「俾路支人」而得名。俾路支地区包括巴基斯坦俾路支省、伊朗俾路支地区（錫斯坦－俾路支斯坦省）和阿富汗南部的俾路支地区（包括尼姆鲁兹省、赫尔曼德省及坎大哈省）。該地區以北是阿富汗的普什图尼斯坦、東方是信德省及旁遮普地区、西方是伊朗的波斯地區。南部为荒漠莫克兰，面向阿拉伯海及阿曼灣。在巴基斯坦境内部分夏季炎热，土地贫瘠，人烟稀少的地區。

## 管治及政治紛爭
俾路支斯坦在國家行政上為三個國家所分治：巴基斯坦、阿富汗及伊朗。當中無論按面積或人口計算，最大的部分是巴基斯坦的俾路支省，亦是該國最大的省份。在整個巴基斯坦，俾路支人佔約690萬人口。在伊朗，俾路支人有約200萬人口，而該國東部錫斯坦和俾路支斯坦省的人口絕大多數都是俾路支人。在阿富汗的俾路支斯坦地區包括有尼姆鲁兹省的Chahar Burjak區、赫尔曼德省南部的Registan沙漠及坎大哈省。尼姆魯茲省的省長一向都由俾路支人出任。
在巴基斯坦，尋求獨立的國族主義者曾於1948年、1958–59年、1962–63年及1973–1977年期間發動衝突，最新一輪在2003年發生。歷史上，這些衝突的起因包括有：「部落分隔」、「俾路支人及普什圖人被旁遮普人的利益所邊緣化」及「經濟上的壓抑」等。
而在伊朗，分離衝突並未有如在巴基斯坦那樣得到普遍支持，但自2012年起得到愈來愈多關注，特別是以遜尼派為主的俾路支人對以什葉派為主導的伊朗政府的反抗。

## 音樂
俾路支斯坦音樂的主要樂器是一種名為sorud的提琴、叫doneli的雙笛（又或有時以Alghoza替代）、名為benju的齊特琴、tanbur及dholak。

## 參閱
- 梅赫爾格爾
- 波伦山口
- 锡斯坦力量（英语：Seistan Force）
- 俾路支民族主义

## 備註
1. ↑  拉丁字母轉寫有多種，包括有Balochistan、Beloutchistan、Baloutchistan、Baluchistan又或Baluchestan，視乎有關文獻的語言（例如英語、法語）的拼寫習慣而定